# Henrik Larsson (Leichtathlet)
Henrik Roger Larsson (* 30. September 1999 in Karlstad) ist ein schwedischer Leichtathlet, der sich auf den Sprint spezialisiert hat. Er ist aktuell Inhaber des Landesrekordes über 100 Meter und gewann 2023 eine Bronzemedaille bei den Halleneuropameisterschaften in Istanbul.

## Sportliche Laufbahn
Erste internationale Erfahrungen sammelte Henrik Larsson im Jahr 2015, als er beim Europäischen Olympischen Jugendfestival (EYOF) in Tiflis in 10,72 s die Goldmedaille im 100-Meter-Lauf gewann. Im Jahr darauf gewann er bei den erstmals ausgetragenen Jugendeuropameisterschaften ebendort in 10,57 s die Silbermedaille über 100 Meter und belegte im 200-Meter-Lauf in 21,30 s Rang vier. 2017 gelangte er bei den U20-Europameisterschaften in Grosseto über 200 Meter bis in das Halbfinale und schied dort mit 21,44 s aus, während er über 100 Meter in 10,98 s auf Rang sechs gelangte. Auch bei den Leichtathletik-U20-Weltmeisterschaften 2018 in Tampere wurde er in 10,28 s Sechster über 100 Meter und ging über 200 Meter im Finale nicht mehr an den Start. Im 100-Meter-Lauf nahm er anschließend an den Europameisterschaften in Berlin teil, schied dort aber mit 10,62 s in der ersten Runde aus. Im Jahr darauf nahm er im 60-Meter-Lauf an den Halleneuropameisterschaften in Glasgow teil und erreichte dort das Halbfinale, in dem er mit 6,69 s ausschied. Anschließend siegte er bei den U23-Europameisterschaften in Gävle in 10,23 s über 100 Meter und erreichte über 200 Meter das Halbfinale, in dem er aber nicht mehr an den Start ging. 2021 gewann er dann bei den U23-Europameisterschaften in Tallinn in 10,36 s die Silbermedaille hinter dem Briten Jeremiah Azu und im Jahr darauf schied er bei den Europameisterschaften in München mit 10,28 s im Halbfinale aus.
2023 gewann er bei den Halleneuropameisterschaften in Istanbul mit neuem Landesrekord von 6,53 s die Bronzemedaill im 60-Meter-Lauf hinter den Italienern Samuele Ceccarelli und Marcell Jacobs. Im August schied er dann bei den Weltmeisterschaften in Budapest mit 10,20 s im Halbfinale über 100 Meter aus. Im Jahr darauf belegte er bei den Hallenweltmeisterschaften in Glasgow in 6,56 s den fünften Platz über 60 Meter. Im Mai verbesserte er den schwedischen Landesrekord auf 10,08 s und anschließend gelangte er bei den Europameisterschaften in Rom mit 10,16 s auf Rang vier. Im August schied er bei den Olympischen Sommerspielen in Paris mit 10,23 s im Vorlauf über 100 Meter aus. 2025 gewann er bei den Halleneuropameisterschaften in Apeldoorn in 6,52 s die Silbermedaille über 60 Meter hinter dem Briten Jeremiah Azu und stellte damit einen neuen Landesrekord auf.
In den Jahren von 2018 bis 2024 wurde Larsson schwedischer Meister im 100-Meter-Lauf sowie 2017, 2019 und 2021, 2023 und 2024 auch über 200 Meter. Zudem wurde er 2019 und von 2022 bis 2025 Hallenmeister im 60-Meter-Lauf.

## Persönliche Bestleistungen
- 100 Meter: 10,08 s (+0,3 m/s), 12. Mai 2024 in Graz (schwedischer Rekord)
  - 60 Meter (Halle): 6,52 s, 8. März 2025 in Apeldoorn (schwedischer Rekord)
- 200 Meter: 20,44 s (+0,8 m/s), 28. Mai 2023 in Kopenhagen
  - 200 Meter (Halle): 21,78 s, 7. Februar 2016 in Bærum